# Helmut Epperlein
Helmut Epperlein (* 17. Dezember 1913 in Chemnitz; † 8. Februar 1969 in Pforzheim) war ein deutscher Uhrenfabrikant und Politiker der NPD.
Epperlein beantragte am 7. Dezember 1939 die Aufnahme in die NSDAP und wurde zum 1. März 1940 aufgenommen (Mitgliedsnummer 7.534.828). Er war von 1955 bis 1960 Eigentümer der Vereinigten Uhrenfabriken in Ersingen bei Pforzheim, die damals mit der Hamilton Watch Company zusammenarbeitete. In dieser Zeit konnte er mehrere Uhrenpatente anmelden, unter anderem für eine elektrische Uhr. 1968 wurde er über ein Zweitmandat im Wahlkreis Pforzheim für die NPD in den Landtag von Baden-Württemberg gewählt. Er starb jedoch nur wenige Monate nach dem Einzug, sein Nachfolger im Landtag war Thomas Fodi.